# کارلوس گاریدو (بازیکن فوتبال، زاده ۱۹۹۴)
کارلوس گاریدو (انگلیسی: Carlos Garrido؛ زادهٔ ۲ آوریل ۱۹۹۴) بازیکن فوتبال اهل اسپانیا است.
از باشگاه‌هایی که در آن بازی کرده‌است می‌توان به باشگاه فوتبال آلمریا اشاره کرد.
وی همچنین در تیم‌های ملی فوتبال زیر ۱۶ سال اسپانیا و زیر ۱۷ سال اسپانیا بازی کرده‌است.